# ويليام هنري شارب
ويليام هنري شارب (بالإنجليزية: William Henry Sharpe)‏ هو سياسي كندي، ولد في 19 أبريل 1868 في كندا، وتوفي في 19 أبريل 1942 بأوتاوا في كندا. حزبياً، نشط في حزب كندا المحافظ. وقد انتخب عضو مجلس الشيوخ الكندي وانتخب عضو مجلس العموم الكندي.